# 富蘭克林鎮區 (密蘇里州登特縣)
富蘭克林鎮區（英語：Franklin Township）是位於美國密蘇里州登特縣的一個行政鎮區。

## 地方資料
富蘭克林鎮區的面積為155.37平方千米，當中陸地面積為155.23平方千米，而水域面積為0.14平方千米。根據2020年美國人口普查的數據，當地共有人口797人，而人口密度為每平方千米5.13人。